# Beltaine
Beltaine (Белтайн) — польская группа из Силезии, исполняющая фолк и кельтскую музыку. Является одним из известнейших польских исполнителей в жанре. Своё название группа получила от одноимённого кельтского праздника.

## История
Группа сформировалась в 2002 в городе Катовице. Изначально в неё входили Гжегож Худы, Адам Романски, Люк Кулеша, Бартоломей Дудек и Анна Бадура. К 2006 оформился постоянный состав из 7 человек. В своих первых выступлениях участники группы использовали традиционные для кельтской музыки инструменты: гитару, скрипку, аккордеон и боуран. Изначальный репертуар включал в себя традиционные ирландские и шотландские мелодии. К 2003 году группа стала совершать первые туры за пределами родной Силезии. Поучаствовав в нескольких фестивалях кельтской культуры группа получила известность и с тех пор даёт регулярные концерты по всей стране. В этом же году группа становится одним из соучредителей фестиваля кельтской музыки Замок (Zamek) в городе Бендзин.
В 2004 году группа выпускает первый альбом — «Rockhill». Основу альбома составляют традиционные кельтские мелодии, есть и несколько оригинальных композиций. В альбоме заметна тенденция смешения кельтской музыки с другими музыкальными жанрами. В этом году группу покинула Анна Бадура. Её место занял Ян Галчевски. В 2005 году в группу в качестве перкуссиониста вошёл Ян Кубек. В последующие годы группа провела несколько концертов в Словакии, Чехии, Мексике, Молдове, Литве, Португалии, Франции, Италии, Малайзии и Швейцарии.
В 2006 году группа начала сотрудничество с Матеушем Сопатой, перкуссионистом. В том же году Beltaine принимают участие в записи диска с музыкой по мотивам игры Ведьмак. В 2007 году в свет выходит второй альбом — «KONCENtRAD». В нём группа продолжает эксперименты по смешению кельтской и современной музыки. В записи участвовал индийский музыкант Гиридхар Удупа (Giridhar «Gatham» Udupa). В 2011 группа записала третий альбом — «TriÚ». В этом альбоме группа смешала традиционную кельтскую музыку с джазом, фанком и роком.

## Дискография
- Rockhill (2004)
- KONCENtRAD (2007)
- TriÚ (2010)
- Live (2011)
- Miusjik (2015)

## Состав
- Адам Романски (пол. Adam Romański) — скрипка
- Гжегож Худы (пол. Grzegorz Chudy) — флейта
- Лукаш Кулеша (пол. Łukasz Kulesza) — акустическая гитара
- Бартоломей Дудек (пол. Bartłomiej Dudek) — бас-гитара
- Ян Галчевски (пол. Jan Gałczewski) — волынка, боуран, мандолина, банджо, электрогитара, бузуки
- Матеуш Сопата (пол. Mateusz Sopata) — ударные
- Ян Кубек (пол. Jan Kubek) — ударные